# Brandi Rhodes
Brandi Alexis Runnels (de soltera Reed; Detroit, Míchigan, 23 de junio de 1983) es una luchadora profesional y modelo estadounidense. Runnels es conocida por su trabajo para las empresas All Elite Wrestling (AEW) y Ring of Honor (ROH), en las que se presentó como  Brandi Rhodes, y WWE, donde trabajo como anunciadora con el nombre de Eden Stiles.

## Primeros años
Reed nació en Detroit, Michigan y más tarde se graduó de la Universidad de Míchigan en Ann Arbor. Trabajo como reportera de noticias local por dos años antes de trasladarse a Miami, Florida y comenzar una carrera en modelaje y actuación. Mientras vivía en Miami, Reed asistió a la escuela de Radio y Televisión de Miami. Reed fue una competidora en patinaje sobre hielo por 17 años.

## Carrera

### WWE

#### 2011
En marzo de 2011, Reed firmó un contrato con WWE y más tarde fue asignada al territorio de desarrollo Florida Championship Wrestling (FCW). En abril de 2011, Stiles debutó bajo el nombre de "Brandi", acompañando a Lucky Cannon en un house show de FCW. El 11 de julio, del 2011, Reed hizo su debut en el roster principal como anunciadora del ring bajo el nombre de "Eden Stiles", en WWE NXT. Eden también apareció como anunciante del ring en un episodio de SmackDown. El 16 de julio, en FCW Summer SlamaRama, Eden hizo su debut en el ring durante un battle royal, el cual fue ganado por Sonia. El 12 de mayo, comenzó a ser anunciadora del ring en WWE Superstars. En diciembre, por su solicitud, Reed fue liberada de su contrato con WWE.

#### 2013-2016

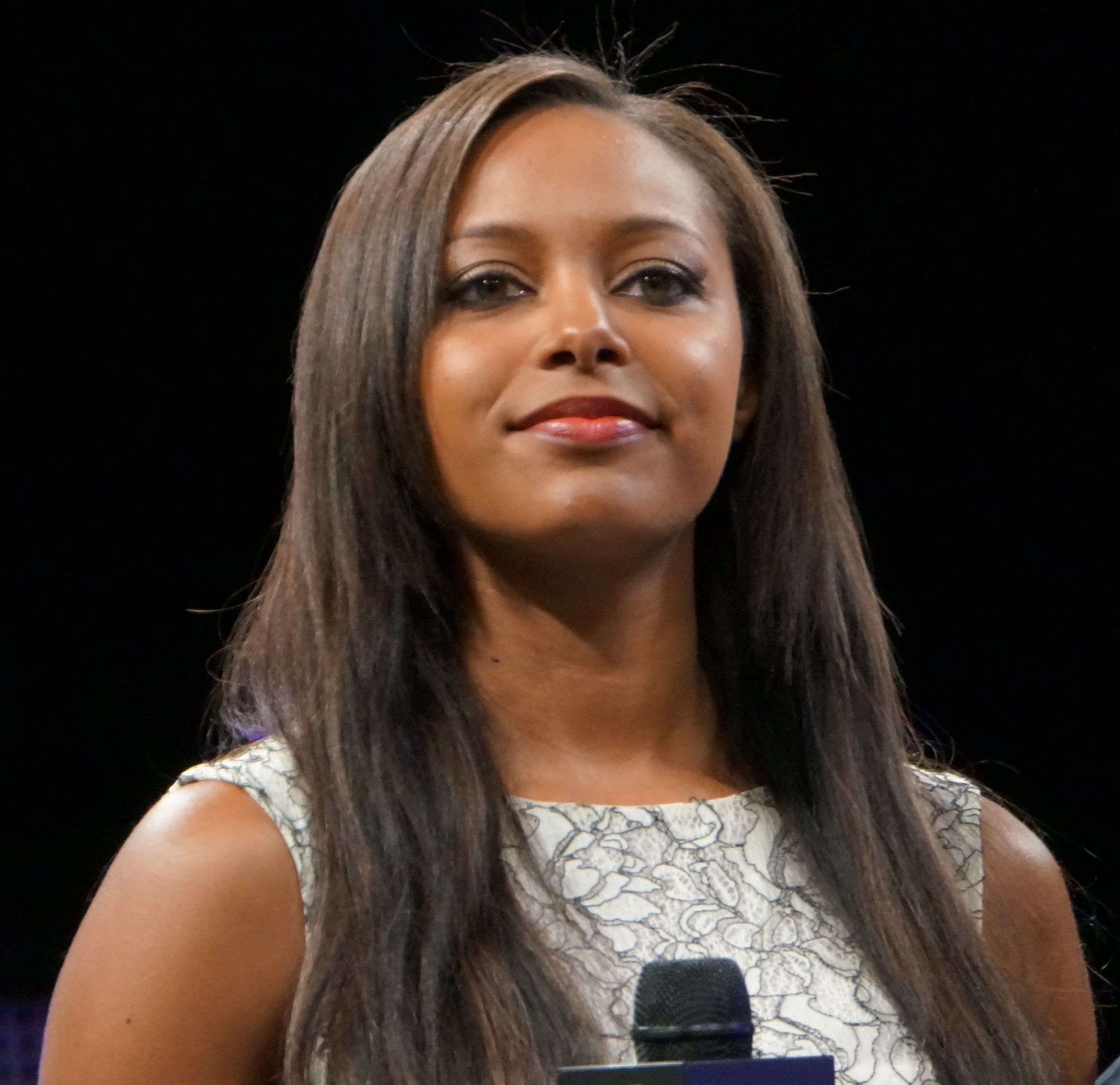
Stiles en abril de 2014

En noviembre de 2013, Reed anuncio vía Twitter que regresaría a WWE. Desde entonces, ha reanudado su puesto como anunciadora del ring, primeramente apareciendo en NXT. En febrero de 2014, Eden comenzó un video blog el cual era transmitido por el sitio web de WWE, el cual fue transmitido hasta enero de 2015. En octubre de 2014, Eden comenzó a ser anunciante del ring regular para SmackDown y Main Event, seguido de la liberación de Justin Roberts. Eden también hace entrevistas en el backstage, las cuales son transmitidas en la App de WWE App durante SmackDown y Raw. A mediados de marzo de 2015, Eden se convirtió en anunciadora del ring provisional para Raw, reemplazando a Lilian García, quien estaba recuperándose de una cirugía de rodilla. En Extreme Rules en abril de 2015, Eden co-anunció junto a JoJo.
Tras 3 años con la compañía, el 24 de mayo de 2016 WWE anunció mediante su página web que Eden había sido liberada de su contrato, debido a que ella misma lo solicitó.

### Circuito independiente (2016)
El 3 de junio se anunció que Stiles estuvo en la esquina de su esposo Cody Rhodes En su lucha contra Mike Bennett en "Wrestling Under the Stars" el 26 de agosto en Pittsfield, Massachusetts.

### Total Nonstop Action Wrestling (2016-2017)
El 16 de septiembre del 2016, TMZ anunció que Runnels firmó un contrato con TNA. El 19 de septiembre fue anunciado por TNA que Brandi firmó un contrato como luchadora.
En Bound for Glory, hizo su debut en TNA como face bajo el nombre de Brandi Rhodes junto a su esposo Cody, para atacar a Maria y su esposo Mike Bennett comenzando un feudo entre las dos parejas. Poco tiempo después Rhodes dejó de aparecer y se canceló su rivalidad con Kanellis, posteriormente se dio por confirmado su despido junto al de Cody.

### Ring of Honor (2017-2018)
Brandi haría su debut en Ring of Honor (ROH) como mánager de Cody, Rhodes también haría algunas participaciones como luchadora, a principios del 2018 enfrentó a Tenille Dashwood como parte del torneo que determinaría a la primera ROH Women's Champion, sin embargo salió derrotada.

### All Elite Wrestling (2019- 2022)
En 2019, Rhodes se convirtió en Directora de Marca de All Elite Wrestling (AEW), una nueva empresa de lucha libre cofundada por su esposo. En Double or Nothing, el primer pago por evento de AEW, el 20 de mayo de 2019, Rhodes apareció durante la lucha entre Dr. Britt Baker D.M.D., Nyla Rose y Kylie Rae y anunció que estaba agregando Awesome Kong al combate, lo que Baker ganó, estableciendo a Rhodes como heel. Rhodes hizo su debut en el ring AEW en Fight for the Fallen el 13 de julio, derrotando a Allie debido a la interferencia de Kong.
Durante los siguientes meses, Rhodes comenzó una storyline en la que era la líder de un grupo, The Nightmare Collective, que incluía a Kong, Mel y al Dr. Luther. Sin embargo, el ángulo fue mal recibido por los fanáticos y se abandonó en febrero después de que Kong dejó la promoción iniciar las grabaciones de su película GLOW.
Durante las siguientes semanas, acompañó a su esposo Cody a sus partidos, así como al equipo de The Natural Nightmares Dustin Rhodes y QT Marshall. También formó un equipo llamado The Nightmare Sisters con Allie. El 18 de noviembre de 2020 en Dynamite, Jade Cargill, quien interrumpió a Cody la semana anterior, atacó a Brandi detrás del escenario, envolvió su brazo en una silla y la pisoteó mientras Vickie Guerrero y Nyla Rose impedían la asistencia. El 9 de diciembre de 2020 en Dynamite, Brandi se enfrentó a la leyenda de la NBA Shaquille O'Neal durante su entrevista con Tony Schiavone, Shaq afirmó que Cargill podría darle consejos a Brandi, lo que la llevó a arrojarle un vaso de agua. Por muchos desacuerdos, especialmente en lo económico, el presidente de AEW Tony Khan, anunció a través de un comunicado emitido el 15 de febrero del 2022 su salida y la de Runnels.

## Otros medios
Reed ha aparecido en comerciales nacionales para Budweiser y KFC, al igual que en Maxim. Reed ha lanzado su propia línea de trajes de baño llamada "Confection Swimwear".

## Vida personal

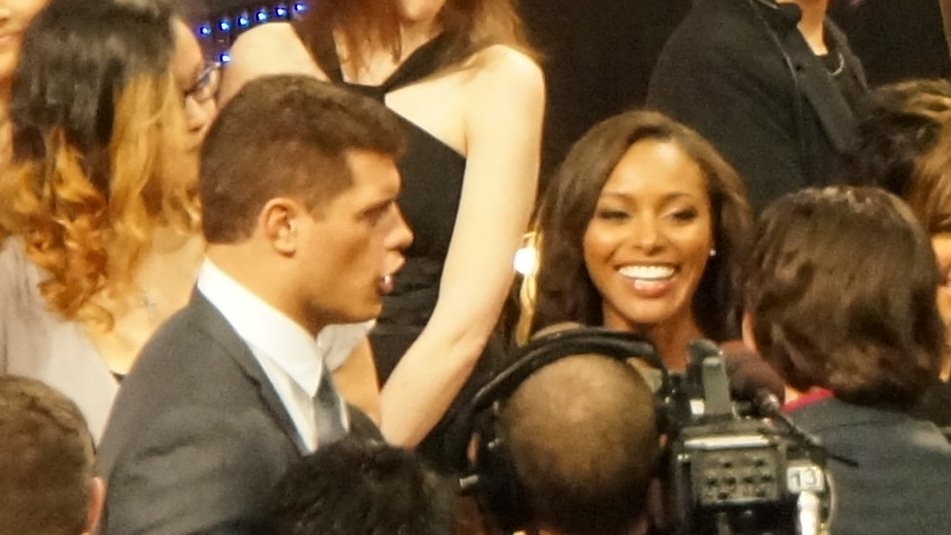
Reed junto a su esposo Cody Rhodes en abril de 2014.

Reed contrajo matrimonio con el luchador profesional Cody Runnels, conocido por sus nombres en el ring Cody Rhodes y Stardust, en septiembre de 2013.
Brandi reveló que cuando estudiaba la Universidad le mostraron un video de WWF durante una lucha femenina, ella lo detesto puesto que parecía que las utilizaban como objetos. Reed dijo que utiliza serpientes en sus atuendos en símbolo a la leyenda del Jardin de Eden, siendo este su nombre artístico en WWE.
En diciembre de 2020, Brandi y Cody anunciaron que estaban esperando su primer hijo. Más tarde se reveló que sería una niña. El 18 de junio de 2021 le dieron la bienvenida a su hija, Liberty Iris Runnels-Reed.

## Campeonatos y logros
- Dramatic Dream Team
  - Ironman Heavymetalweight Championship (1 vez)

- Pro Wrestling Illustrated
  - Situada en el N°84 en el PWI Female 100 en 2018
  - Situada en el Nº50 en el PWI Female 100 en 2019